# Cova del Manel (Conca de Dalt)
La Cova del Manel és una cova del terme municipal de Conca de Dalt, a la comarca del Pallars Jussà, dins de l'antic terme de Toralla i Serradell, en l'àmbit del poble de Rivert. És a l'extrem occidental del terme, prop del límit amb Salàs de Pallars. És a sota i a migdia de la Roca del Manel, a la dreta del barranc dels Escarruixos, a prop de l'extrem nord-oriental del Bosc de Salàs i a ponent de la Solana de la Foradada.